# 諾克斯維爾 (喬治亞州)
諾克斯維爾（英語：Knoxville）是一個位於美國喬治亞州克勞福德縣的城市。根據2010年美國人口普查，該地共人口69人，而該地的面積約為0.83平方千米。同時該地也是克勞福德縣的縣治。

## 地理
諾克斯維爾的座標為32°43′27″N 83°59′51″W / 32.72417°N 83.99750°W，而該地的平均海拔高度為151米（即495英尺）。